# Městský stadion Lumíra Kota
Městský stadion Lumíra Kota (do roku 2024 Městský fotbalový stadion Hlučín) je fotbalový stadion, který se nachází ve městě Hlučín. Své domácí zápasy zde odehrává fotbalový klub FC Hlučín. Stadion má celkovou kapacitu 2 380 diváků (1 280 diváků pro sezení, 1 100 diváků pro stání). Disponuje také umělým osvětleném (4 stožáry v každém rohu hřiště).
S rekonstrukcí stadionu pro potřeby vyšší fotbalové soutěže se začalo s příchodem nového majitele a sponzora Lumíra Kota v roce 1998. Od roku 2004 se zde hraje Moravskoslezská fotbalová liga a mezi léty 2005–2010 také Fotbalová národní liga.
V srpnu roku 2024, při zahájení nového ročníku Moravskoslezské fotbalové ligy, došlo k oficiálnímu přejmenování stadionu na Městský stadion Lumíra Kota. Zároveň mu také byla na stadionu odhalena pamětní deska.